# Powiat de Częstochowa
Le powiat de Częstochowa (en polonais : powiat częstochowski) est un powiat appartenant à la voïvodie de Silésie, dans le sud de la Pologne.

## Division administrative
Le powiat de Częstochowa comprend 16 communes :
- 2 communes urbaines-rurales : Blachownia et Koniecpol ;
- 14 communes rurales : Dąbrowa Zielona, Janów, Kamienica Polska, Kłomnice, Konopiska, Kruszyna, Lelów, Mstów, Mykanów, Olsztyn, Poczesna, Przyrów, Rędziny et Starcza.